# Pradosia brevipes
Pradosia brevipes är en tvåhjärtbladig växtart som först beskrevs av Jean Baptiste Louis Pierre, och fick sitt nu gällande namn av Terence Dale Pennington. Pradosia brevipes ingår i släktet Pradosia och familjen Sapotaceae. Inga underarter finns listade i Catalogue of Life.